# Aeropuerto de Gulu
El Aeropuerto de Gulu  (en inglés: Gulu Airport) (IATA: ULU, ICAO: HUGU) es un aeropuerto civil y militar en el norte del país africano de Uganda. Se encuentra a 3 kilómetros (1,9 millas), por carretera , al noroeste del distrito central de negocios de la ciudad de Gulu, el área metropolitana más grande en el norte de Uganda. Las coordenadas de Gulu son 02°48'36" N 32°16'12" E. Esta ubicación está a unos 303 kilómetros (188 millas), por vía aérea , al norte del Aeropuerto Internacional de Entebbe, el aeropuerto civil y militar más grande de Uganda. 
La instalación sirve a la ciudad de Gulu, con una población estimada de 154.300 personas en 2011. Es uno de los 13 aeropuertos del interior del país bajo la administración de la Autoridad de Aviación Civil de Uganda.